# Astelia
Astelia es un género con 25 especies de plantas bulbosas perteneciente a la familia Asteliaceae. Son plantas perennes nativas de la región del Pacífico, así como de las Islas Malvinas, Reunión y Mauricio. Las especies que crecen generalmente en los bosques, pantanos y entre la vegetación alpina baja, de vez en cuando son epífitas.

## Taxonomía
El género fue descrito por Banks & Sol ex R.Br.  y publicado en Prodromus Florae Novae Hollandiae 291. 1810. La especie tipo es: Astelia alpina  R.Br.

## Especies
- Astelia alpina  R.Br. -  nativa de Australia[5]
- Astelia australiana  (J.H.Willis) L.B.Moore -  nativa de Australia[5]
- Astelia banksii A.Cunn. - Nativa de Nueva Zelanda[6]
- Astelia chathamica (Skottsb.) L.B.Moore Nativa de Nueva Zelanda[6]
- Astelia fragrans Colenso - Nativa de Nueva Zelanda[6]
- Astelia grandis Hook.f. ex Kirk- Nativa de Nueva Zelanda[6]
- Astelia graminea L.B.Moore- Nativa de Nueva Zelanda[6]
- Astelia hemichrysa - nativa de Reunión
- Astelia linearis Hook.f.- Nativa de Nueva Zelanda[6]
- Astelia neocaledonica - endémica de Nueva Caledonia.[7]
- Astelia nervosa Hook.f.- Nativa de Nueva Zelanda[6]
- Astelia nivicola Ckn. ex Cheeseman - Nativa de Nueva Zelanda[6]
- Astelia papuana Skottsb.- nativa de Papua Nueva Guinea[8]
- Astelia petriei Ckn. - Nativa de Nueva Zelanda[6]
- Astelia psychrocharis  F.Muell. - nativa de Australia[5]
- Astelia raiateensis J.W.Moore - nativa de Papúa Nueva Guinea[8]
- Astelia skottsbergii L.B.Moore - Nativa de Nueva Zelanda[6]
- Astelia solandri A.Cunn. - Nativa de Nueva Zelanda[6]
- Astelia subulata (Hook.f.) Cheeseman - Nativa de Nueva Zelanda[6]
- Astelia trinervia Kirk - Nativa de Nueva Zelanda[6]
- Astelia waialealae Wawra - nativa de Hawaii